# Hazy Shade of Winter
Hazy Shade of Winter è un singolo del gruppo statunitense The Bangles, pubblicato nel 1987 dalla Columbia.

## Il brano
Si tratta della cover di A Hazy Shade of Winter di Simon & Garfunkel, incluso nel loro quarto album  in studio Bookends.
Le Bangles lo hanno registrato per la colonna sonora del film Less Than Zero del 1987, che tratta degli yuppie di Los Angeles alle prese con problemi di tossicodipendenza. Il gruppo si trovava in tour, così non aveva tempo di scrivere un nuovo brano, perciò propose questa cover che già suonava subito dopo essersi formato nel 1981.
Questo brano non è stato incluso in nessun album in studio del gruppo, ma nella loro prima raccolta ufficiale Greatest Hits del 1990 ed in molte delle successive.
Il brano si è classificato al 2º posto nella classifica Billboard Hot 100 negli Stati Uniti e al 11º posto nella Official Singles Chart nel Regno Unito.

## Video
Il video musicale del brano, diretto da Jim Shea, mostra il gruppo che suona in uno studio circondato da schermi televisivi, simili a quelli del film. Molte scene di questo ultimo appaiono, alternate alle scene musicali.

## Tracce
Vinile 7" USA
1. Hazy Shade Winter (Remix) – 2:46 (P. Simon)
2. She's Lost You – 2:56 (P. Gage) – Joan Jett & The Blackhearts

CD maxi singolo UK e EU
1. Hazy Shade Winter (Purple Haze Mix) – 4:59 (P. Simon)
2. Hazy Shade Winter (Dub/Shady Haze Version) – 5:01 (P. Simon)
3. She's Lost You – 2:56 (P. Gage) – Joan Jett & The Blackhearts
4. Walk Like an Egyptian (Extended Dance Mix) – 5:48 (L. Sternberg)

## Formazione
The Bangles
- Susanna Hoffs – voce, chitarra, cori
- Vicki Peterson – voce, chitarra, cori
- Michael Steele – voce, basso, chitarra, cori
- Debbi Peterson – voce, batteria, percussioni, cori

Altri musicisti
- Steve Bartek – chitarra acustica

## Classifiche
| Classifica (1987-88)            | Posizione massima |
| ------------------------------- | ----------------- |
| Australia (ARIA)                | 7                 |
| Canada (RPM)                    | 3                 |
| Stati Uniti (Billboard Hot 100) | 2                 |
| Regno Unito (Singles Charts)    | 11                |